# رولند رابرتسون
رولند رابرتسون (به انگلیسی: Roland Robertson) جامعه‌شناس بریتانیایی‌ست. پژوهش‌های او عمدتاً در حوزه جهانی‌سازی‌ست. نام کوچک او به فارسی گاهی اشتباهاً «رونالد» نوشته شده‌است.

## زندگینامه
رابرتسون در سال ۱۹۳۸ در نزدیکی نوریچ، بریتانیای کبیر زاده شد.
او مدرک کارشناسی خود را از دانشگاه ساوت‌همپتون دریافت کرد و در دانشگاه اسکس، دانشگاه یورک، دانشگاه پیتسبورگ و دانشگاه آبردین تدریس کرد.
رابرتسون پیش از طلاق در سال ۱۹۸۱، از جنیفر رابرتسون صاحب سه پسر شد. او پس از ازدواج با کیت وایت، در سال ۲۰۱۸ در سومین ازدواج خود، با جودیت ولودی، شریک زندگی قدیمی خود، ازدواج کرد.